# Bogan Gate
Bogan Gate is een plaats in de Australische deelstaat New South Wales en telt 253 inwoners (2006).